# 남논산 요금소
남논산 요금소(南論山料金所, S.Nonsan TG)는 충청남도 논산시 연무읍 논산천안고속도로 375에 위치했던 논산천안고속도로 본선 상의 요금소이다. 논산 분기점에서 북쪽으로 약 3.1km 떨어진 위치에 있었다.
당초에는 논산 방향 차로에만 요금소가 있었으나 당진영덕고속도로 개통 이후 양방향으로 바뀌었다.
2002년 12월 23일 논산천안고속도로가 개통되면서 영업을 개시했으며, 연무 나들목을 포함한 모든 구간에서 논산 방면으로 논산천안고속도로를 이용할 경우 이 요금소에서 요금을 징수한다. 관리는 천안논산고속도로주식회사 남논산영업소에서 했었다.
2016년 11월 11일 논산천안고속도로를 포함한 민간투자고속도로 8개 노선에 원톨링 시스템(무정차 통행료 시스템) 이 적용되어 요금소가 불필요해짐에 따라 철거되었다.

## 연혁
- 2001년 4월 2일 : 2002년 12월까지 논산 요금소 건설을 위해 충청남도 천안시 풍세면 미죽리 1.2km 구간 도로구역 결정[1]
- 2002년 12월 23일 : 논산천안고속도로 개통과 함께 영업 개시.
- 2009년 5월 28일 : 하이패스 차로 개통, 양방향 요금소로 변경
- 2016년 11월 11일 : 원톨링 시스템 도입으로 요금소 철거

## 교통량 정보
상행선 통행량은 2009년부터 집계되었다.
| 요금소               | 통행량 (대/일) | 통행량 (대/일) | 통행량 (대/일) | 통행량 (대/일) | 통행량 (대/일) | 통행량 (대/일) | 통행량 (대/일) | 통행량 (대/일) | 통행량 (대/일) | 통행량 (대/일) | 각주  |
| 요금소               | 2002년         | 2003년         | 2004년         | 2005년         | 2006년         | 2007년         | 2008년         | 2009년         | 2010년         | 2011년         | 각주  |
| -------------------- | -------------- | -------------- | -------------- | -------------- | -------------- | -------------- | -------------- | -------------- | -------------- | -------------- | ----- |
| 남논산 상행 (폐쇄식) | 집계 자료 없음 | 집계 자료 없음 | 집계 자료 없음 | 집계 자료 없음 | 집계 자료 없음 | 집계 자료 없음 | 집계 자료 없음 | 14,441         | 14,997         | 16,801         | [ 2 ] |
| 남논산 하행 (폐쇄식) | 6,042          | 9,156          | 9,156          | 11,715         | 12,951         | 13,997         | 13,847         | 14,384         | 14,989         | 16,654         | [ 2 ] |
| 요금소               | 2012년         | 2013년         | 2014년         | 2015년         | 2016년         | 2017년         | 2018년         | 2019년         |                |                | [ 2 ] |
| 남논산 상행 (폐쇄식) | 17,297         | 17,950         | 18,942         | 19,829         | 19,835         | 19,166         | 16,371         | 17,248         |                |                | [ 2 ] |
| 남논산 하행 (폐쇄식) | 17,296         | 17,796         | 18,833         | 2,313          | 2,442          | 4,725          | 1,621          | 1,937          |                |                | [ 2 ] |

## 천안 방향(상행선)
- 하이패스 전용 진출차로 : 원톨링 시스템 도입,구분 없음
- 일반 진출차로 : 원톨링 시스템 도입,구분 없음

## 논산 방향(하행선)
- 하이패스 전용 진출차로 : 원톨링 시스템 도입,구분 없음
- 일반 진출차로 : 원톨링 시스템 도입,구분 없음